# 헤븐스 프리즈너
《헤븐스 프리즈너》(영어: Heaven's Prisoners)는 미국에서 제작된 필 조아노 감독의 1996년 범죄 스릴러 영화이다. 앨릭 볼드윈 등이 출연하였고, 앨버트 S. 러디 등이 제작에 참여하였다.

## 출연
- 앨릭 볼드윈
- 켈리 린치
- 메리 스튜어트 매스터슨
- 테리 해처
- 에릭 로버츠
- 본디 커티스홀
- 조 비터렐리
- 폴 길포일

## 기타 제작진
- 공동 제작: 그레이 프레더릭슨
- 협력 제작: 마이클 앨런 칸
- 배역: 린다 필립스팔로
- 미술: 존 스토더트
- 세트: 도리 쿠퍼
- 의상: 오드 브론슨하워드